# Valmanya
Valmanya – miejscowość i gmina we Francji, w regionie Oksytania, w departamencie Pireneje Wschodnie.
Według danych na rok 1990 gminę zamieszkiwało 30 osób, a gęstość zaludnienia wynosiła 1 os./km² (wśród 1545 gmin Langwedocji-Roussillon Valmanya plasuje się na 870. miejscu pod względem liczby ludności, natomiast pod względem powierzchni na miejscu 188.).

## Populacja

Populacja Valmanya w latach 1962–2008